# Зберени (Јаши)
Зберени (рум. Zbereni) насеље је у Румунији у округу Јаши у општини Котнари. Oпштина се налази на надморској висини од 306 m.

## Становништво
Према подацима из 2002. године у насељу је живело 318 становника, од којих су сви румунске националности.